# 繞組技術
繞組技術是製作線圈繞組的相關技術。線圈是電路中的元件，在電動機、發電機及變壓器中提供磁場，也是喇叭以及麥克風的元件之一。繞組的外形和尺寸是配合應用需求而設計的。繞組的設計會大幅受到电感、品質因子、工作頻率、絕緣強度以及期望磁場強度等參數的影響。繞組技術可以依繞組的種類以及外形來分為幾組。繞組技術的量產會用自動化機械。

## 相關的術語
此條目是繞組設計和製造的技術，其中許多內容都是針對電機機械。此段落會定義一些相關的詞語。

### 轉子和定子

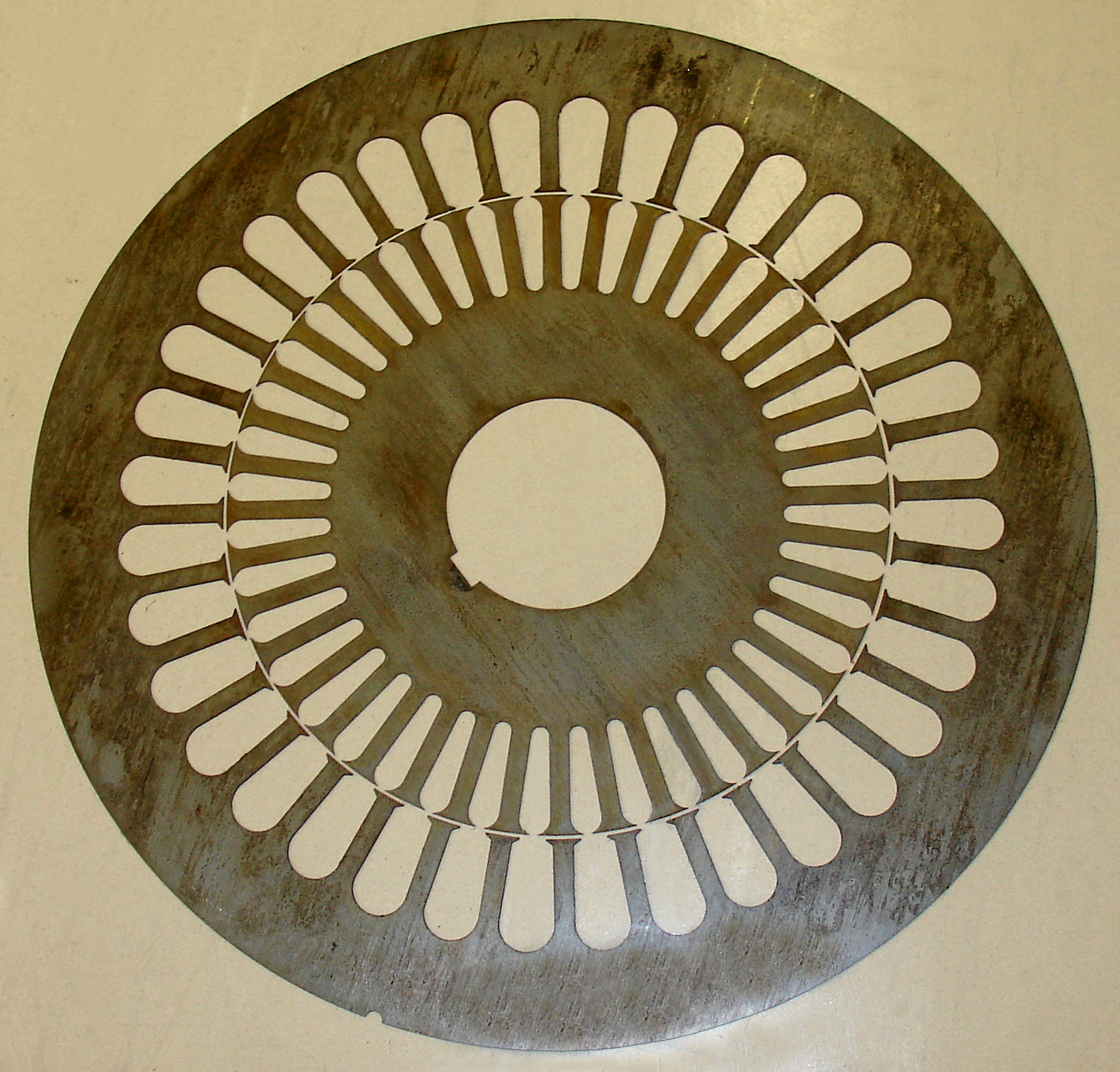
轉子和定子的疊片是由同一片電鋼衝壓下來的。內層的是轉子，有40個槽和40個齒。外層的是定子，有36個槽和36個齒。定子和轉子之間有很薄的氣隙。在靠近氣隙處，齒會變寬，而槽會變窄。齒較寬的部份稱為齒鞋

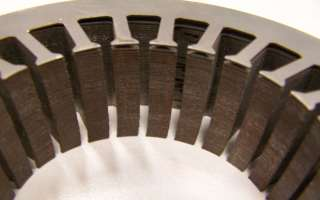
組成定子後的疊片

電動機或發電機會包括一個圓柱形會旋轉的部件，稱為轉子，另一個固定的部份，則是定子。定子和轉子之間的空隙即為氣隙，為了提升效率，氣隙會越小越好，一般會是1–2 mm。
針對大部份交流的發電機而言，定子是电枢，而轉子是場磁鐵。

### 疊片
定子和轉子都是由电工钢薄片衝壓出來的許多疊片所製成，每一片薄片約1 mm，疊片的目的是為了減少渦電流，渦電流會發熱，使效率下降。

### 槽和齒
繞組是由絕緣層的導體製成，導體會穿過定子（或轉子）中所露出的槽。槽和槽之間的定子（或轉子）則稱為齒。槽和齒的外形也是電機機械設計的一部份。槽可能是長方形、錐形、圓形等。
齒的末端靠近氣隙處會變寬，稱為齒鞋。

### 極
「極」是指磁鐵的磁極，一定是成對出現。磁極可能是在某固定位置不動的物體，也可能是隨著機器旋轉，沒有實體的概念。磁極可能是某個磁性材料的一塊，也有可能分散在數個定子或轉子的齒上。

### 電氣角
轉子旋轉一圈，會旋轉360度。若是二極的電機，每旋轉180度就會經過磁極一次，導體裡的電流，在轉子旋轉一圈時，也完成一個完整的週期。
若是四極的電機，每旋轉90度就會經過磁極一次，轉子旋轉90度時，導體裡的電流完成了半個週期，電流上的角度相當180度。因為有四個磁極，在轉子旋轉一圈時，電流的角度會是四個180度，也就是720度，兩圈。
為了區分轉子轉動的角度，以及導體中電流的變化的情形，會定義以下的機械角和電氣角。
- 機械角（mechanical degrees）是指轉子旋轉的角度
- 電氣角（electrical degrees）是導體中電流變化的情形

一般而言，電氣角等於機械角乘以極數的一半。
不論極數有多少，每一極對應180度的電氣角。
電氣角和機械角的關係如下：
{\displaystyle {\text{electrical degrees}}={\frac {P}{2}}\cdot {\text{mechanical degrees}}}
其中P是磁極數。

## 原則
好的繞組可以降低繞組的材料以及體積，同時仍可以達到所需的功能。導體面積除了可繞線面積的比值稱為填充因子（fill factor）或佔槽率。由於圓形導線之間會有一些間隙，而且線材也會有絕緣材質包覆，各層繞組之間可能還有額外的絕緣層，因此填充因子恆小於1 ，若要提昇填充因子，可以用扁線或是截面是長方形的導線。
截面圓形導線的填充因子可以用以下方式計算：
{\displaystyle F={\frac {d^{2}\cdot {\frac {\pi }{4}}\cdot n}{b\cdot h}}}
{\displaystyle d} - 線徑，包括線的絕緣層
{\displaystyle n} - 繞線匝數
{\displaystyle b\cdot h} - 可繞線空間的截面積
緊密繞線可以減少其中空氣的空間，因此可以提高填充因子，可以提高電氣設備的效率，也可以增強線圈的熱傳導能力。多層繞線中最好的繞線方式，就是上面一層繞線的每一根條放置在下一層繞線兩條導線所形成的間隙上，至少有5/6的圓周都是被其他繞線圍繞的。這種緊密繞線方式稱為正交繞線（orthocyclic winding）。相反的繞法則是在繞線空間中隨意的繞線，稱為雜亂繞線（wild winding）。

## 書目
- Querfurth, William. . University of Michigan: G. Stevens Mfg. Company. 1954.
- Gingery, David. . David J Gingery Publishing. 1991. ISBN 978-1878087102.

## 外部連結
- Toroid winding machine